# Канадська хитрість

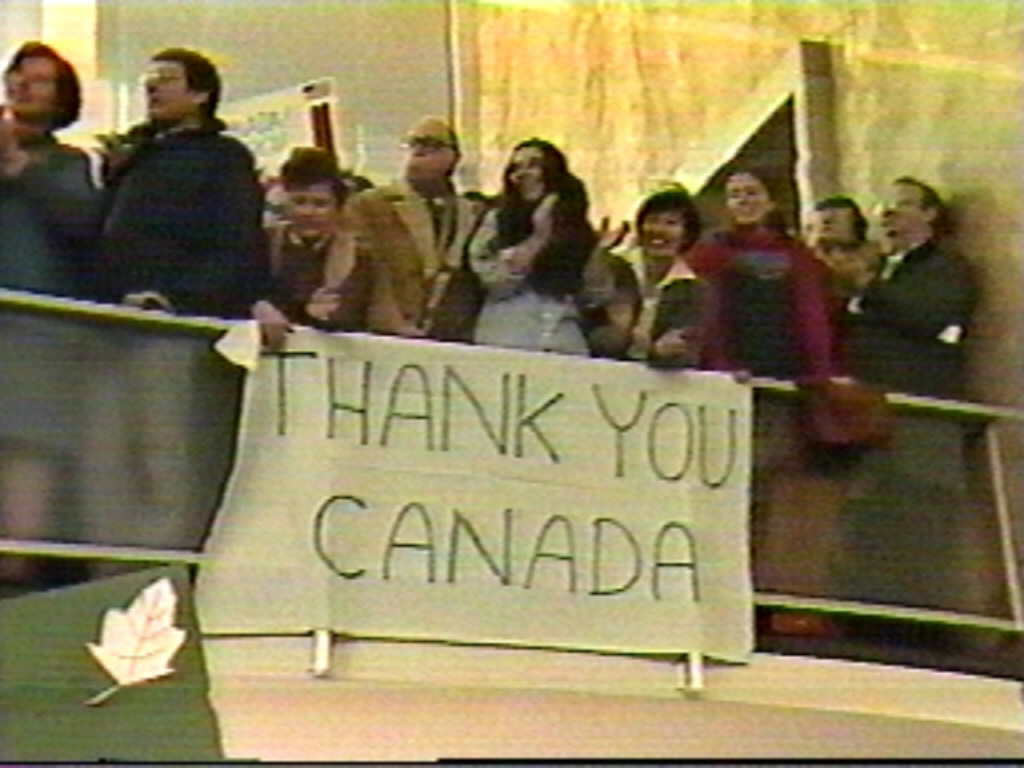
Американці висловлюють подяку Канаді за зусилля по звільненню американських дипломатів

Канадська хитрість (англ. Canadian Caper) — розмовна назва спецоперації уряду Канади і ЦРУ США по звільненню шістьох американських дипломатів, які уникли захоплення в заручники під час революційних подій в Ірані в 1979 році. Для їх звільнення прем'єр Канади Джо Кларк видав секретне розпорядження, яким дозволив виготовлення для американців канадських паспортів, з якими вони мали б виїхати з Ірану під виглядом канадської знімальної групи, що перебувала в Ірані для пошуку місця знімання для майбутнього фільму. Завдяки операції прикриття, розробленій ЦРУ, американцям вдалось вилетіти у Швейцарію 28 січня 1980 року, а історія із їх звільнення, описана у книзі керівника операції агента ЦРУ Тоні Мендеса «Майстер маскування», стала основою сценарію, за яким у 2012 році було знято кінострічку «Арго».

## Передісторія
Мохаммед Реза Пахлаві прийшов до влади у 1941 році за підтримки Великої Британії та СРСР і з 1953 року активно підтримувався США, які доклали чимало фінансових зусиль для зміцнення положення шаха, модернізації Ірану, чому сприяло зростання прибутків від експорту нафти у 1960-70-х роках. Авторитарне правління шаха Пахлаві підтримувалось спецслужбою САВАК, створеною за підтримки ЦРУ, яка жорстоко переслідувало опозицію, зокрема ісламське духовенство, лідер якого священник з міста Кума Рухолла Хомейні у 1964 році був висланий з країни.
У 1978 році у більшості великих міст Ірану почалися масові антишахські заворушення радикально настроєного студентства і представників нижчих та середніх класів, які в грудні були підтримані армією. 16 січня 1979 року Реза Пехлаві був змушений виїхати з Ірану, після чого 1 лютого 1979 року аятола Хомейні повернувся до Ірану і через два дні оголосив про створення Революційної ради, яка взяла курс на перетворення країни в ісламську державу.
4 листопада 1979 року близько 6:30 ранку невелика група радикально налаштованих студентів тегеранських вузів захопила територію посольства США в Тегерані і оголосила всіх, хто перебував на його території, заручниками. Група із шести дипломатів, яка, дізнавшись про події, намагалась знайти захист у Британському посольстві, була перехоплена по дорозі до нього. Інша група з шести чоловік, — Роберт Андерс, Кора Амбурн-Ліджек, Марк Ліджек, Джозеф Стаффорд, Кетлін Стаффорд і Генрі Шац, — яка працювала в окремій будівлі на території посольства, також спробувала добратись до посольства Великої Британії, але, побачивши біля нього великий натовп маніфестантів, сховалась у домі радника посольства Роберта Андерса, який проживав поблизу.

## Переховування
Коли 6 листопада через незгоду з політикою Хомейні подав у відставку прем'єр-міністр Ірану Мехді Базарган, Андерс зрозумів, що швидкого звільнення посольства очікувати не слід і зв'язався телефоном зі своїм давнім знайомим із канадського посольства Джоном Шердауном, котрий з відома посла Канади в Ірані Кеннета Тейлора (англ. Kenneth D. Taylor) запросив групу до себе додому. Після короткої наради група американців розділилась — Стаффорди оселились в домі Тейлора, Шац вирушив до шведського посольства, звідки повернувся через два тижні і приєднався до решти дипломатів, що жили в домі Шердауна.
Практично зразу Кеннет Тейлор звернувся по допомогу до міністра закордонних справ Канади Флори Макдональд (англ. Flora MacDonald). Узгодивши план дій із США, у грудні прем'єр-міністр Канади Джо Кларк видав секретне розпорядження, яким дозволив виготовлення для американців канадських паспортів, з якими вони мали б виїхати з Ірану. ЦРУ США виготовило фальшиві іранські в'їзні візи і забезпечило операцію-прикриття, за якою шість американських дипломатів мали б зображати канадську знімальну групу, яка перебувала в Ірані для пошуку місця знімання для майбутнього фільму.

## Втеча

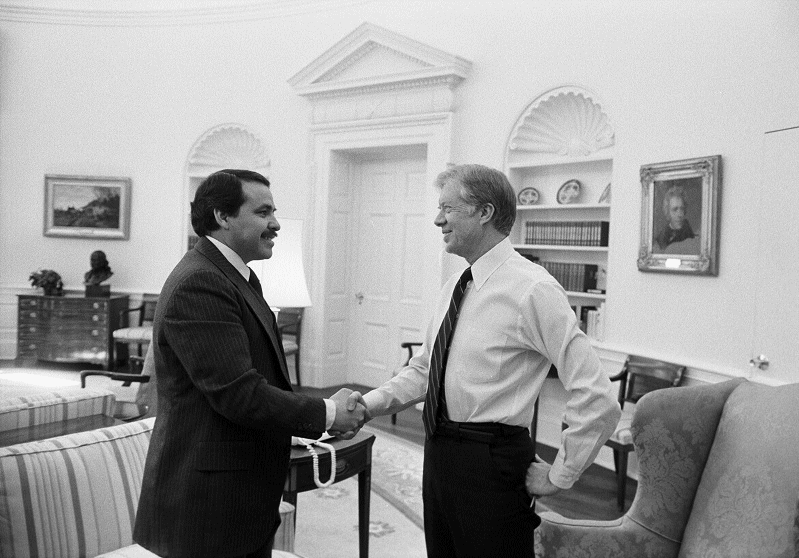
Тоні Мендес і Джиммі Картер. 1980 рік

Керував операцією агент ЦРУ Тоні Мендес, який разом із ще одним агентом під кодовим іменем «Хуліо» прибув до Ірану. Паспорти, посвідчення особи, відповідний одяг і всі необхідні для операції матеріали були передані в канадське посольство дипломатичною поштою. До підготовки легенди-прикриття ЦРУ залучило лауреата премії «Оскар» Джона Чамберса (англ. John Chambers), який створив фіктивну продюсерську студію «Studio Six», котра нібито займалась підготовкою до знімання фільму «Арго» на підставі сценарію за книгою Роджера Желязни «Князь Світла». Для більшої правдоподібності Чамберс орендував офіс, провів презентації фільму в кількох нічних клубах Голлівуду, розмістив рекламу в журналах «Variety» та «The Hollywood Reporter» і оголошення про найм персоналу, найняв справжнього продюсера і зробив справжню розкадровку фільму.
27 січня 1980 року Хуліо, Мендес і шість американських дипломатів з підробленими канадськими паспортами вилетіли із Тегерану в Швейцарію, де їх після приземлення у Цюриху зустріли агенти ЦРУ. Наступного дня посольство Канади у Тегерані було закрите, а весь його персонал, включаючи посла Кенета Тейлора, вилетів до Канади. 30 січня американські дипломати прибули на авіабазу США Рамштайн у Німеччині, звідки того ж дня вилетіли на батьківщину.
Як стало відомо вже після втечі американських дипломатів з Ірану, канадський журналіст Жан Пелетьє (фр. Jean Pelletier), на той момент вашингтонський кореспондент канадської газети «La Presse», попри сувору секретність операції ЦРУ, дізнався про її підготовку, проте свідомо не публікував відомі йому матеріали до 29 січня, коли американці вже були у Швейцарії. Однак, він не знав про роль ЦРУ та уряду Канади в операції звільнення і її подробиці були розсекречені лише в 1997 році. Попри розголос у пресі, президент США Джиммі Картер вів переговори з Іраном про звільнення всіх американських дипломатів, що на момент захоплення посольства перебували в Тегерані, включно з шістьма тими, які вже перебували на території США.

## Післямова
Завдяки спільній операції ЦРУ США і уряду Канади були звільнені шість чоловік:
- Роберт Андерс 54 роки, радник консульства;
- Марк Дж. Ліджек 29 років, радник консульства;
- Кора А. Ліджек, 25 років, асистент консульства;
- Генрі Л. Шац, 31 рік, аташе з сільськогосподарських питань;
- Джозеф Д. Стаффорд 29 років, радник консульства;
- Кетлін Ф. Стаффорд 28 років, асистент консульства.

Посол Тейлор, його дружина Патриція, співробітник канадського посольства Джон Шердаун і його дружина Зена були нагороджені вищою нагородою Канади для цивільних осіб «Орденом Канади». Кенет Тейлор був нагороджений найвищою цивільною нагородою США «Золотою медаллю Конгресу». Тоні Мендес і Джон Чамберс були нагороджені «Медаллю за заслуги» ЦРУ (англ. Intelligence Medal of Merit).
Повністю матеріали ЦРУ щодо звільнення шістьох американських дипломатів були розсекречені і опубліковані в 2007 році.
У 1999 році Тоні Мендес написав книгу «Майстер маскування: моє таємне життя в ЦРУ» (англ. Master of Disguise: My Secret Life in the CIA). 2012 року Тоні Мендес у співавторстві видав книгу «Арго: Як ЦРУ і Голлівуд здійснили найсміливіший порятунок в історії» (англ. Argo: How the CIA and Hollywood Pulled Off the Most Audacious Rescue in History). Вони лягли в основу сценарію, за яким у 2012 році Бен Аффлек зняв стрічку «Арго», яка наступного року виграла три премії «Оскар».